# Virden (Nowy Meksyk)
Virden – wieś w Stanach Zjednoczonych, w stanie Nowy Meksyk, w hrabstwie Hidalgo.